# Miroslav Nekola
Miroslav Nekola (* 1. prosince 1947, Praha) je bývalý český volejbalista, který reprezentoval Československo. S jeho reprezentací získal stříbrnou medaili na mistrovství Evropy v roce 1971. Zúčastnil se též mistrovství světa v roce 1974 (5. místo), evropského šampionátu 1975 (6. místo) a dvou olympijských turnajů, v Mnichově 1972 (6. místo) a Montrealu 1976 (5. místo). Za národní tým nastupoval v letech 1970–1976. Jako trenér vedl československou jednadvacítku v letech 1981–1984. Byl asistentem trenéra Karla Lázničky u reprezentačního mužstva, jež v roce 1985 získalo stříbro na mistrovství Evropy. V letech 1996–1998 trénoval českou mužskou volejbalovou reprezentaci, vedl ji na dvou velkých turnajích – mistrovství Evropy 1997 (6. místo) a mistrovství světa 1998 (19.–24. místo).
Hrál za kluby Slavoj Praha, Dukla Jihlava, Dukla Mladá (Milovice), Dukla Příbram, Dukla Rakovník, Potrubí Praha, Aero Odolena Voda, Sai Marcolin Belluno, Amaro Più Loreto. S Odolenou Vodou získal titul mistra Československa v roce 1976. Trénoval Aero Odolena Voda (mistr republiky 1987 a 1988), Duklu Liberec, Setuzu Ústí n. Labem, Lokomotivu Ingstav Brno, Volleyball Kladno, Sai Marcolin Belluno, Sant'Antioco, Volleyball Udine, Alimenti Sardi Cagliari, Carilo Esseti Loreto, Al Jazíra Abú Dhabí (mistr SAE 2002), juniorské a beachvolejbalové reprezentace Spojených arabských emirátů. Od roku 2010 do roku 2020 byl šéftrenérem Beach Klubu Pankrác.
Vystudoval trenérství na Fakultě tělesné výchovy a sportu UK, absolvoval v roce 1987. Měl přezdívku Drda, později Penti.